# Xyletobius scotti
Xyletobius scotti är en skalbaggsart som beskrevs av Perkins 1910. Xyletobius scotti ingår i släktet Xyletobius och familjen trägnagare. Inga underarter finns listade i Catalogue of Life.